# Município de Liberty (condado de Mercer, Ohio)
O município de Liberty (em inglês: Liberty Township) é um município localizado no condado de Mercer no estado estadounidense de Ohio. No ano de 2010 tinha uma população de 918 habitantes e uma densidade populacional de 9,86 pessoas por km².

## Geografia
O município de Liberty encontra-se localizado nas coordenadas 40° 35′ 09″ N, 84° 44′ 13″ O. Segundo o Departamento do Censo dos Estados Unidos, o município tem uma superfície total de 93.07 km², da qual 92,99 km² correspondem a terra firme e (0,09 %) 0,09 km² é água.

## Demografia
Segundo o censo de 2010, tinha 918 pessoas residindo no município de Liberty. A densidade populacional era de 9,86 hab./km². Dos 918 habitantes, o município de Liberty estava composto pelo 98,04 % brancos, o 0,33 % eram afroamericanos, o 0,33 % eram amerindios, o 0,11 % eram asiáticos, o 0,22 % eram de outras raças e o 0,98 % eram de uma mistura de raças. Do total da população o 1,42 % eram hispanos ou latinos de qualquer raça.